# 马书良
马书良（1960年7月16日—），北京人，中华人民共和国影视演员，中国国家话剧院国家一级演员，中国话剧金狮奖获得者，现任中国国家话剧院演员。代表作有《家有儿女》系列、《青春期撞上更年期》、《哈姆雷特》、《我的博士老公》等。

## 作品

### 话剧作品
- 《理查三世》 饰：理查三世（2001年赴德国演出广获好评）
- 《生死场》 饰：二爷（获文化部优秀表演奖）
- 《十五桩离婚案的调查剖析》 一人饰15个人物
- 《疯狂过年车》 饰：沈梦游
- 《灵与肉》 饰：黑人拳王
- 《放下你的鞭子·沃伊采克》 饰：上尉、父亲
- 《叫我一声哥，我会泪落如雨》 饰：把主
- 《前方100米掉头》 饰：王督
- 《厕所》 饰：老张

### 电视剧作品
- 《青春期撞上更年期》 饰：苗俊杰
- 《三国演义》 饰：石广元
- 《西施》（蒋勤勤版）饰：伯嚭
- 《秦始皇》 饰：芈灵
- 《梦断紫禁城》 饰：苏陵阿
- 《吕布与貂蝉》饰：李彪
- 《老伴》 饰：马建国
- 《幸福》 饰：刘胖子
- 《拿什么拯救你我的爱人》 饰：罗保春
- 《候车室的故事》 饰：警察老马
- 《家有儿女》（1、2、3、4部） 饰：胡一统
- 《两家人》 饰：吴总
- 《瑞雪瓢二》 饰：何甲丁
- 《风云儿女》 饰：刘桂仁
- 《众里寻她千百度》 饰：王子和
- 《爱在羊年》 饰：老王
- 《危险进程》 饰：大荷包
- 《吕不韦》 饰：安国君
- 《吹破天的婚事》饰：大怪
- 《人虫》 饰：画贩子
- 《你的生命如此多情》 饰：裘老板
- 《冰糖葫芦》 饰：李青
- 《人生几度秋凉》 饰：田守长
- 《搭错车》 饰：胡文奎（胡爸爸）
- 《裴家大院》 饰：孙亮
- 《牛郎织女》 饰：周吉祥
- 《谁与争锋》饰：何丽强
- 《常回家看看》 饰：老大（姚建文）
- 《暗香》 饰：金大力
- 《全家福》 饰：黄师傅
- 《侦探小说》 饰：企业家萧南
- 《追光的日子》 饰：王志国

### 电影作品
- 《玫瑰梦》 饰：宋克
- 《万元惊梦》 饰：白板
- 《高朋满座》 饰：纪人人
- 《中俄列车大劫案》 饰：港商
- 《风流蜜月》 饰：副导演
- 《前方一百米调头》 饰：王睿
- 《一介平民》 饰：冯胖子
- 《倔强萝卜》 饰：赵老板
- 《王富贵的心事》 饰：村长范长山
- 《娜娜的玫瑰战争》 饰：洛伯伯
- 《剑雨》（原名《剑雨江湖》） 饰：肥油陈
- 《我和我的祖國》飾：出租車公司領導